# 美咲 (AV女優)
美咲（みさき、1985年12月19日 - ）は、日本のAV女優。
神奈川県出身。身長：155cm 、スリーサイズ：B84（Dカップ）・W58・H86。血液型：A型

## 略歴
- 2006年に『Brand New Girl 』でAVデビュー。

## 作品

### アダルトビデオ
- Brand New Girl（2006年12月25日、BEAUTY）
- Manjiru Daradara（2007年1月25日、BEAUTY）
- Kisekae Zuppory（2007年2月25日、BEAUTY）
- Inran Nure Manco（2007年3月25日、BEAUTY）
- Ero Nure Manco（2007年4月25日、BEAUTY）
- Bubble Princess（2007年5月25日、BEAUTY）
- ハイパーデジタルモザイクVol.059（2007年7月1日、MOODYZ）
- じっくり濃厚SEX（2007年8月1日、MOODYZ）
- 女教師 レイプ 輪姦（2007年9月1日、MOODYZ）
- 真性アナルFUCK（2007年10月1日、MOODYZ）
- BEAUTY MODELS COLLECTION 4時間（2007年10月25日、BEAUTY）
- 現役モデルの絶頂潮吹き4時間（2007年10月25日、BEAUTY）
- 真性中出し（2007年11月1日、MOODYZ）
- オペラ5周年記念DVD24時間6枚組 （2010年12月25日、オペラ）他多数出演
- 超人気女優・超ボリューム・超ハード2穴FUCK150作品16時間（2011年1月19日、ROOKIE]）他多数出演